# Stanley Turrentine
Stanley Turrentine (Pittsburgh, 5 de abril de 1934-Nueva York, 12 de septiembre de 2000) fue un músico estadounidense de jazz, saxofonista tenor. 
Figura legendaria de su instrumento, el estilo de Turrentine abarca el hard bop y la jazz fusion. Su manera de tocar se caracteriza por un sonido barroco, denso, enraizado en el blues, y por una constante imaginación y sensibilidad en la improvisación. Su obra más característica son sus sesiones de soul jazz para Blue Note en los años sesenta y una popular aproximación a la fusión a comienzos de los setenta. 
Turrentine comenzó su carrera tocando con diversos grupos de blues y de R&B, muy influido musicalmente por Illinois Jacquet. En 1950 y 1951, tocaba con Ray Charles en la banda del guitarrista de blues Lowell Fulson. Más tarde, se uniría a la banda liderada por Charles. En 1953 reemplazó a John Coltrane en la primera banda de jazz y R&B del artista Earl Bostic. Tras su paso por el servicio militar a mediados de los cincuenta, Turrentine se unió al grupo de Max Roach; conoció a la organista Shirley Scott, con quien se casó en 1960 y con la que grabaría frecuentemente en los más de 30 años que estuvieron juntos.
Tras trasladarse a Filadelfia, Turrentine consiguió buena química con otro organista, Jimmy Smith, al que acompañaría, entre otros discos, en su clásico de 1960 Back at the Chicken Shack. También en 1960, Turrentine empezó a grabar como director de banda para Blue Note, concentrándose preferentemente en pequeños grupos de soul jazz y tocando temas clásicos como That's Where It's At, pero también grabando con The Three Sounds (en el disco Blue Hour, de 1961) y experimentando con más amplios conjuntos a mediados de los 60. A comienzos de la década de 1970, Turrentine se convirtió en un popular puntal del nuevo sello del productor Creed Taylor, CTI, orientado a la jazz fusion; grabando cinco discos para el sello. Tuvieron una buena aceptación popular y fueran artísticamente valiosos, y la opinión crítica fue más favorable que la que recibió a finales de los setenta por su trabajo para Fantasy Records. Por lo demás, Turrentine siguió grabando con profusión y regresó al soul jazz en los 80 y en los 90. 
Turrentine murió de un infarto en la ciudad de Nueva York el 12 de septiembre de 2000. Fue enterrado en el cementerio de Allegheny de Pittsburgh.

## Discografía
- 1960 Stan "The Man" Turrentine - Bainbridge
- 1960 Look Out - Blue Note
- 1960 Blue Hour, con The Three Sounds - Blue Note
- 1961 Comin' Your Way - Blue Note
- 1961 Up at Minton's, Vol. 1 - Blue Note
- 1961 Up at Minton's, Vol. 2 - Blue Note
- 1961 Up at Minton's - Blue Note
- 1961 Dearly Beloved - Blue Note
- 1961 Z.T.'s Blues - Blue Note
- 1961 Ballads - Blue Note
- 1962 That's Where It's At - Blue Note
- 1962 Jubilee Shout - Blue Note
- 1963 Never Let Me Go - Blue Note
- 1963 A Chip off the Old Block - Blue Note
- 1964 Hustlin' - Blue Note
- 1964 Stanley Turrentine - Blue Note
- 1964 In Memory Of - Blue Note
- 1964 Let It Go - Impulse!
- 1965 Joyride - Blue Note
- 1965 Tiger Tail - Mainstream
- 1966 Rough 'n' Tumble - Blue Note
- 1966 Easy Walker - Blue Note
- 1966 The Spoiler - Blue Note
- 1967 New Time Shuffle - Blue Note
- 1968 Ain't No Way - Blue Note
- 1968 Common Touch - Blue Note
- 1968 Look of Love - Blue Note
- 1968 Always Something There - Blue Note
- 1969 Another Story - Blue Note
- 1971 Sugar, con Freddie Hubbard, Hank Crawford, Hubert Laws, el organista Butch Cornell, Johnny "Hammond" Smith (órgano y piano eléctrico), Lonnie Liston Smith, George Benson, Ron Carter, los bateristas Billy Cobham y Billy Kaye, y el percusionista Airto Moreira - CTI
- 1971 The Sugar Man - CTI
- 1971 Gilberto with Turrentine, con Astrud Gilberto, Eumir Deodato, Toots Thielemans, Ron Carter, Dom Um Romão y Airto Moreira, entre otros – (CTI)
- 1971 Salt Song - CTI
- 1972 Cherry, con Milt Jackson) - Columbia
- 1973 Don't Mess with Mister T. - Columbia
- 1974 Pieces of Dreams - Original Jazz Classics
- 1975 In the Pocket - Fantasy
- 1975 Have You Ever Seen the Rain?, con Patrice Rushen, Ron Carter, Jack DeJohnette y Freddie Hubbard - Fantasy
- 1976 Everybody Come on Out, con Harvey Mason, Paul Jackson, Lee Ritenour, Bill Summers y Joe Sample - Fantasy
- 1976 Man with the Sad Face - Bainbridge
- 1977 Nightwings - Fantasy
- 1977 West Side Highway - Fantasy
- 1977 Love's Finally Found Me - Classic World
- 1978 What About You! - Fantasy
- 1979 Soothsayer - Elektra
- 1979 Betcha - Elektra
- 1980 Inflation - Elektra
- 1980 Use the Stairs - Fantasy
- 1981 Tender Togetherness - Elektra
- 1981 Mr. Natural - Blue Note
- 1983 Home Again - Elektra
- 1984 Straight Ahead - Blue Note
- 1986 Wonderland, con Stevie Wonder - Blue Note
- 1987 The Baddest Turrentine - CTI
- 1989 La Place - Blue Note
- 1990 Introducing the 3 Sounds - Blue Note
- 1991 The Look Love - Huub
- 1992 More than a Mood - Music Masters
- 1993 If I Could - Music Masters
- 1995 Three of a Kind Meet Mr. T - Minor Music
- 1995 Live at Minton's - Blue Note
- 1995 T Time - Music Masters
- 1995 Time - Music Masters
- 1999 Do You Have Any Sugar? - Concord Jazz
- 2002 Deuces Wild - Prestige Elite
- 2002 The Blue Note Stanley Turrentine Quintet/Sextet Sessions - Mosaic
- 2003 Look Out - Toshiba
- 2004 Blue Hour, Vol. 2
- 2004 Story of Jazz - EMI
- I'm in Love - Fantasy
- Love Hangover - Fantasy
- Stan the Man - Time